# منطقة جيروكاستر
منطقة جيروكاستر (بالألبانية: Rrethi i Gjirokastrës) هي واحدة من ستة وثلاثين منطقة تقع في ألبانيا وهي جزء من مقاطعة غيروكاستر.[بحاجة لمصدر] يقدر عدد سكانها بـ 56,720 نسمة ومساحتها 1,137 كم2 .